# Gardamas
Gardamas is een plaats in het Litouwse district Klaipėda. De plaats telt 437 inwoners (2001).